# 民生路駅
座標: 北緯31度14分17秒 東経121度32分19秒 / 北緯31.23806度 東経121.53861度
民生路駅（みんせいろえき）は中華人民共和国上海市浦東新区に位置する上海地下鉄6号線、18号線の駅である。

## 駅構造
- 相対式ホーム2面2線を有する地下駅。
- 駅構内は明るい緑色を基調にしている。

## 歴史
- 2007年12月29日 - 開業。
- 2021年12月30日 - 18号線開業[1]。

## 隣の駅
上海軌道交通
 6号線
北洋涇路駅 - 民生路駅 - 源深体育中心駅
 18号線
昌邑路駅 - 民生路駅 - 楊高中路駅